# Nieletni
Nieletni – w rozumieniu prawa karnego osoba, która w momencie popełnienia czynu zabronionego nie ukończyła 17. roku życia. Odpowiada ona karnie tylko w szczególnych przypadkach, określonych w art. 10 § 2 i 2a kodeksu karnego.
W rozumieniu ustawy o wspieraniu i resocjalizacji nieletnich, jako nieletnią, kwalifikuje się osobę:
- od ukończenia 10 lat do osiągnięcia pełnoletniości – w sprawach o demoralizację
- od ukończenia 13 lat, ale przed ukończeniem 17 lat – w sprawach o czyny karalne
- nie dłużej niż do ukończenia 21 lat, chyba że ustawa stanowi inaczej – wykonywanie środków wychowawczych, środka leczniczego lub środka poprawczego

Stosując wszelkie środki wychowawcze lub poprawcze, sąd powinien kierować się dobrem nieletniego.
Nieletni odpowiada z zasady przed sądem rodzinnym, a przed sądem karnym w przypadku:
1. określonym w art. 10 § 2 i 2a Kodeksu karnego,
2. gdy nieletni popełnił czyn zagrożony karą wraz z osobą dorosłą oraz konieczne jest łączne rozpatrywanie sprawy,
3. gdy wszczęto postępowanie po ukończeniu przez nieletniego sprawcę 18. roku życia.